# Atharvaveda Saṃhitā
L'Atharvaveda Saṃhitā (devanāgarī: अथर्ववेदसंहिता, anche nota come  Atharvāṅgirasaḥ o Brahmaveda) fa parte dell'Atharvaveda ed è una delle Saṃhitā riportate nei Veda, libri sacri della religione vedica, da qui passati alla tradizione religiosa brahmanica e infine al differenziato complesso religioso denominato Induismo. Il nome Atharvaveda Saṃhitā può essere reso in italiano come "Raccolta delle formule dei Veda".

## Generalità
(Atharvaveda I,1,1-4. Da Saverio Sani e Chatia Orlandi. Atharvaveda. Inni magici. Milano, TEA, 1997.)
La composizione di questa Saṃhitā è databile in un periodo compreso tra il 1200 e il 900 a.e.v., ed è quindi certamente successiva alla migrazione e conquista degli indoari della zona orientale della piana del Gange.
Essa ci è giunta in due recensioni: Śaunaka e Paippalāda (di questa disponiamo tuttavia solo di una versione parziale).
La versione Śaunaka è raccolta in 730 inni  (sukta, lett. "ben detto"), per un totale di circa seimila strofe che compongo complessivamente venti libri (kanda), anche se si ritiene che gli ultimi due, il XIX e il XX siano in realtà un'aggiunta recenziore. In particolare il XX si compone quasi esclusivamente di inni già presenti nelle parti più recenti della Ṛgveda Saṃhitā.
I primi sette kanda dell'Atharvaveda Saṃhitā raccolgono brevi sukta a carattere per lo più magico o propiziatorio, esposti secondo un ordine crescente: il I kanda presenta gli inni di quattro versi, il II di cinque, il III di sei, il IV di sette. Le strofe del V kanda muovono da un minimo di otto strofe ad un massimo di diciotto, mentre li VI kanda contiene inni di tre strofe e il VII quasi tutti inni di una o due strofe. I kanda VIII, XIV, XVII e XVIII sono invece composti da inni molto lunghi. Il XV kanda, e parte del XVI, non sono metrici, ma composti in prosa (avasāna) seguendo uno stile che anticipa quello dei successivi Brāhmaṇa.
Anche se alcuni inni dell'Atharvaveda Saṃhitā riportano delle speculazione teologiche, per larga parte questa Saṃhitā raccoglie incantesimi contro le malattie e la possessione demoniaca, invocazioni per la salute fisica e la longevità, inni per il re e per le questioni domestiche e sociali ma anche imprecazioni, maledizioni e formule di stregoneria.
Il sacerdote deputato alla recitazione delle formule dell'Atharvaveda Saṃhitā durante l'esecuzione del sacrificio è il brahmano.

## Il quartoVeda
Da tener presente tuttavia che ancora nei successivi testi Brāhmaṇa si parla della sapienza dei tre (trayī) Veda  intendendo gli altri tre Veda ovvero il Ṛgveda (ऋग्वेद), il Sāmaveda (सामवेद) e lo Yajurveda. Fu quindi un'attività di promozione degli atharvavedin, i propugnatori di questo quarto Veda, a farlo accogliere nella tradizione. L'argomento principe degli  atharvavedin fu quello di considerare i precedenti tre Veda come limitati in quanto solo il brahman era infinito ed esso lo si poteva raccogliere solo negli inni magici dell'Atharvaveda.